# Hip-Hop (Dead-Prez-Lied)
Hip-Hop ist ein Lied des US-amerikanischen Rap-Duos Dead Prez. Der Song wurde am 30. März 1999 als zweite Single ihres Debütalbums Let’s Get Free veröffentlicht.

## Inhalt
| Liedteil   | Künstler  |
| Refrain    | Dead Prez |
| 1. Strophe | M-1       |
| 2. Strophe | stic.man  |
| Outro      | Dead Prez |

Hip-Hop ist dem Genre Conscious Rap zuzuordnen und setzt sich kritisch mit der Kommerzialisierung der Musikindustrie auseinander. So rappen Dead Prez, dass Hip-Hop mehr als nur Musik sei und in seiner authentischen Form die Macht habe, soziale Missstände zum Besseren zu verändern. M-1 setzt sich in der ersten Strophe kritisch mit von der Musikindustrie produzierten Songs über „sex, drugs and rock ’n’ roll“ auseinander, die nur auf den kommerziellen Erfolg ausgerichtet seien. Er könne solche Lieder leicht von echten Rapsongs, die eine Botschaft hätten, unterscheiden. In der zweiten Strophe rappt stic.man über Musiker, die nach ihrem ersten Labeldeal denken, sie wären reich. Doch würden diese nur von der Musikindustrie ausgenutzt und seien trotz ihrer Verträge arm. Zudem habe er das „Fake-Gangster R&B-Rap Zeug“, das den ganzen Tag im Radio laufe, satt, da letztendlich jeder Song gleich klinge. Er stellt die Frage, ob den Rappern Geld wichtiger sei als Gerechtigkeit, Lebensinhalt und Freiheit.

“It’s bigger than hip-hop, hip-hop, hip-hop, hip

It’s bigger than hip-hop, hip-hop, hip-hop, hip-hop, uh

One thing ’bout music when it hit you feel no pain

White folks say it controls your brain

I know better than that, that’s game”

## Produktion
Das Lied wurde von Dead Prez selbst geschrieben und produziert. Charakteristisch für die Musik ist eine durchgängige, verzerrte Bassline.

## Musikvideo
Bei dem zu Hip-Hop gedrehten Musikvideo führte Brian Beletic Regie. Es verzeichnet auf YouTube über 30 Millionen Aufrufe (Stand: September 2024). Zu Beginn ist der Po einer laufenden Frau zu sehen, woraufhin die Einblendungen „Now that we have your attention“ und „Ghettos everywhere“ folgen. Anschließend rappen Dead Prez den Song in einem Raum aggressiv in die Kamera, während sie von vielen weiteren, teils vermummten, schwarzen Menschen umgeben sind. Zwischendurch sind weitere Einblendungen, wie „Our time is now“, „Their system is not working for us“ oder „We need change“, zu sehen. Die Leute recken die Fäuste nach oben und halten Schilder, mit unter anderem den Aufschriften „Dead Prez“ und „Food Clothes Shelter“, hoch. Gegen Ende werden weitere schwarze Menschen beim Kampfsporttraining gezeigt.

## Single

### Covergestaltung
Die Single wurde mit zwei verschiedenen Covern veröffentlicht. Das Singlecover der Vinylversion zeigt eine Hand, die einen brennenden Dollarschein hält. Rechts oben befindet sich der orange Schriftzug dead prez, während der orange Titel hip hop links unten steht. Der Hintergrund ist dunkel gehalten. Auf dem Cover der CD-Version ist eine rostige Metallkette zu sehen, die auf ausgetrocknetem Boden liegt. Die weißen Schriftzüge dead prez und hip-hop befinden sich oben bzw. unten im Bild.

### Titellisten
Vinyl-Single
1. Hip-Hop (Real Version) – 3:46
2. Hip-Hop (Instrumental) – 3:46
3. Hip-Hop (Censored Version) – 3:46
4. Hip-Hop (A Cappella) – 3:25

CD-Single
1. Hip-Hop (Real Version) – 3:47
2. It’s Bigger Than Hip-Hop (feat. Tahir People’s Army) (Real Version) – 3:54
3. Sellin’ D.O.P.E. (Drugs Oppress People Everyday) – 4:08
4. Hip-Hop (Video) – 3:38

### Chartplatzierungen
Hip-Hop stieg am 11. März 2000 auf Platz 41 in die britischen Singlecharts ein und belegte in der folgenden Woche Rang 63, bevor es die Top 100 verließ. Zudem erreichte das Lied Position 49 der US-amerikanischen Hot-Rap-Songs sowie als Wiederveröffentlichung It’s Bigger Than Hip-Hop Platz 43 der gleichen Charts.
| ChartsChartplatzierungen     | Höchstplatzierung | Wochen |
| ---------------------------- | ----------------- | ------ |
| Vereinigtes Königreich (OCC) | 41 (2 Wo.)        | 2      |